# اسب فلات ایران
اسب فلات ایران گروهی از چندین نژاد اسب است که در مناطق عشایری ایران پرورش داده می‌شوند.

## پیشینه
اسب‌های ایران امروزی بسیار به اسب عرب نزدیک هستند و آمیزش آن‌ها با نژادهای عربی بسیار زیاد است. یک روایت محلی می‌گوید که اسب عرب ریشه ایرانی دارد.
نام «اسب فلات ایران» در سال ۱۹۷۸ توسط انجمن سلطنتی اسب ایران پیشنهاد شد تا به تمام اسب‌های محلی پرورش‌یافته در مناطق عشایری اطلاق شود این اسب‌ها که عموماً بسیار کوچک هستند، تأثیرات مختلفی از نژاد هند و اروپایی پذیرفته‌اند. آن‌ها توسط عشایر کوچ‌نشینی که به پرورش شتر، بز، گوسفند و الاغ نیز مشغولند، پرورش می‌یابند.
آن‌ها بسته به عشایری که آن‌ها را پرورش می‌دهد، نام‌های محلی مختلفی دارند. بختیاری باصری، قشقایی، دره شوری یا شیرازی و در نهایت سیستانی. اسب جاف گاهی اوقات نوعی اسب کرد شناخته می‌شود و گاه در میان نژادهای فلات ایران قرار می‌گیرد. این فهرست گاهی اوقات شامل اسب عرب ایرانی نیز می‌شود.

## توضیحات

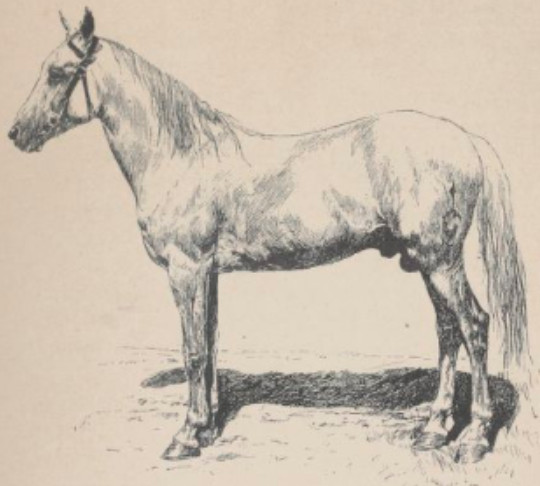
خمیده، یک اسب نریان ایرانی ۱۰ ساله، با قد ۱٫۵۳، رنگ خاکستری روشن با کمی خال، در اصطبل سلطنتی سنت پترزبورگ

این اسب‌ها بسته به تأثیرات می‌توانند ویژگی‌های اسب عرب یا نوع ترکمن را نشان دهند. با این حال، نیمرخ سر آن‌ها نسبتاً مستقیم است، برخلاف اسب‌های عرب که مقعر است. اندازه آن‌ها عموماً کوچک‌تر است، به‌طور متوسط ۱٫۴۲ تا ۱٫۵۲ متر و در مقایسه با اسب عرب، آن‌ها سر باریک‌تر و کشیده‌تر، گردن بلندتر، اندام‌ها و بدن بلندتر، بدن ظریف‌تر و زاویه‌دارتری دارند، اما اغلب به آن‌ها اسب‌های «عرب» گفته می‌شود.
اسب بختیاری یک اسب سواری سبک‌وزن است که حدود ۱٫۵۹ متر بلندی دارد. اسب دره‌شوری از همان نوع است اما کوچکتر است، طولی برابر با ۱٫۵۲ متر دارد و دارای رنگ کرنگ، کهر، قهوه‌ای-کهر یا خاکستری است. به‌طور کلی، همین پوشش در تمام اسب‌های فلات ایران یافت می‌شود.
این اسب‌ها بسیار صرفه‌جو هستند و عمر طولانی دارند.

## کاربرد
این اسب‌ها در اصل یک اسب جنگی بوده و برای عبور از مناطق بیابانی به عنوان اسب زیر زین عالی است. دره‌شوری اکنون برای باربری نیز استفاده می‌شود.

## پراکندگی
اسب بختیاری در خوزستان و مناطق مجاور پرورش داده می‌شود. اسب‌های باصری، دره‌شوری و قشقایی در استان فارس یافت می‌شوند. اسب سیستانی از استان سیستان و بلوچستان در جنوب شرقی کشور می‌آید. علاوه بر این، کتاب علوم اسب آن را در میان نژادهای اسب زینی کمتر شناخته‌شده بین‌المللی طبقه‌بندی می‌کند.